# Gomer (syn Jafeta)
Gomer – postać biblijna ze Starego Testamentu, syn Jafeta, ojciec Aszkanaza, Rifata i Togarmy.